# جعفر دهقان
جعفر دهقان ممثل إيراني مشهور ولد في عام 1960 في العاصمة الإيرانية طهران.
بدأ أعماله الفنية بالتمثيل على خشبة المسرح عام (1975).
ثم التحق بالمركز الفني التابع لمنظمة الاعلام الإسلامي ثم بدأت تتوالى عليه العروض السينمائية ليشارك فيها ويصبح نجماً سينمائياً متألقاً وتميز أيضا في الوطن العربي بمسلسلاته التاريخية التي تدبلج إلى العربية وأصبح له جمهور كبير في الوطن العربي خاصة بعد أدائه دور بوتيفار (عزيز مصر) في مسلسل يوسف الصديق.

## المسلسلات
- التغير الخاص
- صنوبر
- أصحاب الكهف في دور ماكسيميليانوس
- مريم المقدسة
- يوسف الصديق (مسلسل) (ع) في دور بوتيفار عزيز مصر.
- جابر بن حيان
- المختار (مختارنامه) في دور (مصعب بن زبیر)
- لغز الملك في دور (رضا بهلوي)[1]

## الأفلام
- التبرير
- الطيار
- ريح قميص يوسف (ع)
- حماسة مجنون
- الصليب الذهبي
- تعقيب الظل
- الطيران في الليل

## روابط خارجية
- جعفر دهقان على موقع IMDb (الإنجليزية)
- جعفر دهقان على موقع قاعدة بيانات الفيلم (الإنجليزية)